# Nephelia bicuneata
Nephelia bicuneata är en insektsart som först beskrevs av George Willis Kirkaldy 1907.  Nephelia bicuneata ingår i släktet Nephelia och familjen vedstritar.
Artens utbredningsområde är Fiji. Inga underarter finns listade i Catalogue of Life.